# Championnats du monde de cyclisme sur route 1972
Navigation
Mendrisio 1971 Montjuich 1973
Les championnats du monde de cyclisme sur route 1972 ont eu lieu les 5 et 6 août 1972 à Gap en France. Seules l'épreuve réservée aux professionnels et la course féminine sont organisées en raison des Jeux olympiques de Munich.

## Résultats
| Épreuves :               | Or                         | Or              | Argent                             | Argent | Bronze                        | Bronze |
| Épreuves masculines      |                            |                 |                                    |        |                               |        |
| Hommes - course en ligne | Marino Basso Italie        | 7 h 05 min 59 s | Franco Bitossi Italie              | -      | Cyrille Guimard France        | -      |
| Épreuve féminine         |                            |                 |                                    |        |                               |        |
| Femmes - course en ligne | Geneviève Gambillon France | 1 h 38 min 41 s | Lubov Zadoroznaya Union soviétique | -      | Anna Konkina Union soviétique | -      |

## Tableau des médailles
| Rang  | Nation           | Or | Argent | Bronze | Total |
| ----- | ---------------- | -- | ------ | ------ | ----- |
| 1     | Italie           | 1  | 1      | 0      | 2     |
| 2     | France           | 1  | 0      | 1      | 2     |
| 3     | Union soviétique | 0  | 1      | 1      | 2     |
| Total | Total            | 2  | 2      | 2      | 6     |